# Internationale Deutsche Supermoto Meisterschaft

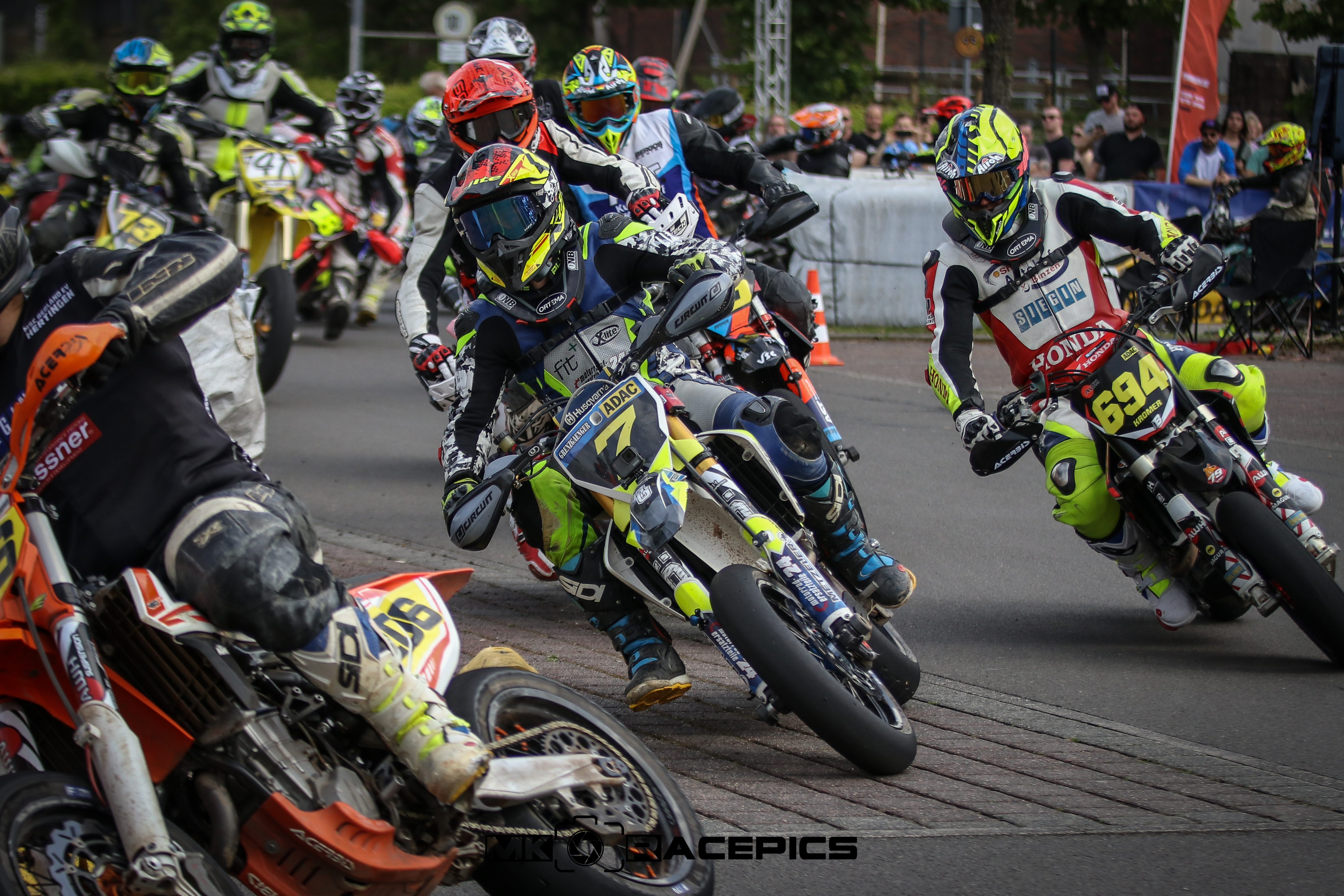
Starterfeld Supermoto IDM

Die Internationale Deutsche Supermoto Meisterschaft ist eine Supermotomeisterschaft mit internationaler Beteiligung. Ausrichter und Promoter der Serie ist der ADAC Saarland.

## Beschreibung
Die Meisterschaft ist in Leistungs- und Altersklassen eingeteilt. In der Klasse S1 der Internationalen Deutschen Supermoto Meisterschaft fahren die Wertungsbesten gegeneinander, die Königsklasse der Supermoto IDM. Sollten sich Fahrer am Rennwochenende in der Veranstaltungswertung Platz eins bis drei erkämpft haben, berechtigt sie das zum Gaststart in der Gruppe S1 aus letzter Startreihe heraus. In der S2, der DMSB Supermoto Meisterschaft, gibt es durch die Auf- und Abstiegsregelungen gleichwertig gute Fahrer. Die S3 nennt sich DMSB Supermoto Pokal.
Viele Rennfahrer bestreiten ihre erste Saison in der Klasse S4, deren Wertung in Ost und West unterteilt wird – es gibt ein Shoot Out um den Gesamtsieger dieser Klasse zu ermitteln. Die Einsteigerklasse S5 eignet sich für Fans zum Schnuppern, da immer nur auf eine Tageswertung gefahren wird. Alle vorgenannten Klassen werden als Prädikatsläufe des Deutschen Motor Sport Bund DMSB ausgefahren, die nachfolgend genannten Klassen sind in der ADAC Trophy.
Gaststarter gibt es nicht nur in den Einsteigerklassen, sondern auch in den Prädikatsläufen der S1 bis S3. Hier können z. B. Fahrer, die in ausländischen Serien aktiv waren oder sind, in der gleichwertigen Klasse starten, erhalten jedoch keine Meisterschaftspunkte. Um auch hier die Spannung beizubehalten, können laut DMSB-Regularien diese auch während der Saison in andere Klassen eingeteilt werden. 
Die jüngsten Rennfahrer starten in den Klassen Rookies (8–12 Jahre / 50–65 cm³), Junioren (10–16 Jahre / 65–85 cm³) und Youngsters (12–17 Jahre / 85–150 cm³) jeweils mit Zweitaktmotoren. Bei den Junioren und Youngster sind auch Viertaktmotoren erlaubt, die höheren Hubraum haben dürfen. Rookies und Junioren starten gemeinsam, werden aber getrennt gewertet, die Youngster starten bei den Erwachsenen. Für die über Vierzigjährigen gibt es eigene Rennen in der Ü40-Klasse.

## Übersicht Rennklassen
- S1 Int. Deutsche SuperMoto Meisterschaft
- S2 DMSB SuperMoto Meisterschaft
- S3 DMSB SuperMoto Pokal
- S4 ADAC SuperMoto Trophy
- S5 Einsteiger/Fun
- Youngster - ADAC Trophy
- Junioren - ADAC Trophy
- Rookies - ADAC Trophy
- Ü40

## Klasseneinteilung
Da die Supermoto IDM spannende Rennen bieten will und kein Fahrer eine Klasse dominieren soll, bewertet ein Fachausschuss des DMSB ab der Klasse S4 aufwärts am Anfang einer Saison jeden einzelnen Fahrer anhand seiner Ergebnisse des Vorjahres und erstellt sogenannte Gradinglisten mit Namen von Fahrern die eine Klasse aufsteigen müssen oder können oder auch ob sie eine Klasse zurück können.

## Die Meister
Deutsche Meisterschaft S1
- 2006: Petr Vorlicek auf Suzuki
- 2007: Petr Vorlicek auf Suzuki
- 2008: Jürgen Künzel auf Husqvarna
- 2009: Petr Vorlicek auf Suzuki
- 2010: Mauno Hermunen auf Husqvarna
- 2015: Lukas Höllbacher auf Husqvarna
- 2016: Andre Plogmann auf Suzuki
- 2017: Markus Class auf Husqvarna
- 2018: Marc Reiner Schmidt auf Honda
- 2019: Jan Dominik Deitenbach auf Husqvarna[3]
- 2020: Simon Vilhelmsen auf Husqvarna
- 2021:  Simon Vilhelmsen auf Yamaha
- 2022: Jan Dominik Deitenbach auf Husqvarna
- 2023: Marc-Reiner Schmidt auf TM
- 2024: Jan Dominik Deitenbach auf KTM